# ألان فاغنر
ألان فاغنر (بالإنجليزية: Alan Wagner)‏ هو صحفي وكاتب أمريكي، ولد في 1 أكتوبر 1931، وتوفي في 18 ديسمبر 2007.